# Directeur des forces spéciales
Le Directeur des forces spéciales, ou Director Special Forces (DSF) en anglais, est le titre donné au chef de toutes les forces spéciales du Royaume-Uni (United Kingdom Special Forces, UKSF).

## Histoire
Le poste de Directeur des forces spéciales est créé en mars 1987 en même temps que les UKSF. Ce poste est occupé depuis 2008 par un major-général, après l'avoir été par un brigadier-général depuis sa création, signe de l'augmentation de son importance.

## Liste des Directeurs des forces spéciales
- 1986–1988: Brigadier Michael Wilkes
- 1988–1989: Brigadier Michael Rose
- 1989–1993: Brigadier Jeremy Phipps
- 1993–1996: Brigadier Cedric Delves
- 1996–1999: Brigadier John Sutherell
- 1999–2001: Brigadier John Holmes
- 2001–2003: Brigadier Graeme Lamb
- 2003–2006: Brigadier Jonathan Shaw
- 2006–2009: Brigadier Adrian Bradshaw
- 2009–2012: Major General Jacko Page
- 2012–2015: Major General Mark Carleton-Smith
- 2015–2018: Major General James Chiswell[1]
- 2018–2021: Major General Roland Walker[2]